# Romuald Adamowitsch Muklewitsch

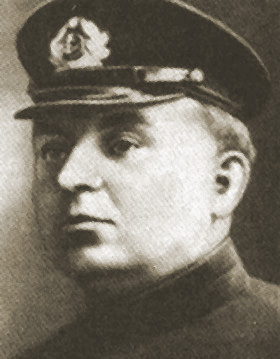
Romuald Muklewicz

Romuald Adamowitsch Muklewitsch (russisch Ромуальд Адамович Муклевич; * 25. Novemberjul. / 7. Dezember 1890greg. in Supraśl, Gouvernement Grodno; † 9. Februar 1938 in Kommunarka) war ein sowjetischer Militär und von 1926 bis 1931 Oberkommandierender der sowjetischen Seekriegsflotte.

## Leben
Muklewitsch, Sohn eines polnischen Textilarbeiters, trat 1906 in die Sozialdemokratische Arbeiterpartei Russlands (SDAPR(B)) ein. Von 1907 bis 1909 war er Sekretär des SDAPR(B)-Komitees in Białystok und 1911 in Łódź. 1912 wurde er in die Kaiserlich Russische Marine eingezogen und war Teilnehmer des Ersten Weltkrieges. In der Marine leistete er unter den Matrosen aktive revolutionäre Arbeit. 1915, nach dem Absolvieren einer Ausbildung zum Maschinenschlosser in Kronstadt, wurde er zum Unteroffizier befördert. Er nahm in Petrograd sowohl an der Februarrevolution als auch am Sturm auf das Winterpalais während der Oktoberrevolution teil. Ab 1918 diente er in der Roten Armee. Während des Russischen Bürgerkrieges arbeitete er auf unterschiedlichen Posten, darunter als Grenzkommissar der Westgrenze, Stabschef der 16. Armee und Stabschef der Westfront. Ab April 1921 wurde er Mitglied des revolutionären Militärrates der Westfront. Von 1922 bis 1925 war er Kommissar der Militärakademie der Roten Armee und anschließend bis 1926 Gehilfe des Chefs der Luftstreitkräfte sowie stellvertretender Vorsitzender des Rates für Zivilluftfahrt. Ab August 1926 führte er die sowjetische Seekriegsflotte und wurde Mitglied des Revolutionären Militärrates der UdSSR. In dieser Position machte er sich beim Aufbau und der Entwicklung der Flotte verdient. Er verfügte die Ausgabe der ersten Dienstvorschrift der Sowjetmarine. Ab 1931 arbeitete er als Marineinspekteur, ab 1934 als Chef der Hauptverwaltung der Schiffbauindustrie und ab Ende 1936 als stellvertretender Volkskommissar für Verteidigungsindustrie. Außerdem war er Mitglied des Allrussischen Zentralen Exekutivkomitees.

### Festnahme und Tod
Muklewitsch war Opfer der Großen Säuberungen. Am 28. Mai 1937 wurde er verhaftet. Laut Aussage A. N. Tupolews, der sich 1937 mit ihm in einer Gefängniszelle des NKWD befand, belastete Muklewitsch sich selbst und andere unschuldige Personen in Folge physischer Misshandlungen. Am 8. Februar 1938 verurteilte ihn ein Gericht zum Tode und ließ Muklewitsch am folgenden Tag erschießen.
Am 26. Mai 1956 wurde er posthum rehabilitiert.

## Auszeichnungen
- Rotbannerorden (20. Februar 1928)